# Zuidplas
Zuidplas és un municipi de la província d'Holanda del Sud, al sud dels Països Baixos. Fou creat l'1 de gener de 2010 de la fusió dels antics municipis de Moordrecht, Nieuwerkerk aan den IJssel i Zevenhuizen-Moerkapelle.

## Nuclis de població
| Nucli                      | Població |
| -------------------------- | -------- |
| Nieuwerkerk aan den IJssel | 21.648   |
| Moordrecht                 | 8.187    |
| Zevenhuizen                | 6.610    |
| Moerkapelle                | 3.930    |
| Kortenoord                 |          |
| Hollevoeterbrug            |          |
| Groot Hitland              |          |
| Klein Hitland              |          |
| 's-Gravenweg               |          |
| Oud Verlaat                |          |

## Composició del consistori
| Partit                    | Regidors |
| ------------------------- | -------- |
| VVD                       | 6        |
| CDA                       | 5        |
| PvdA                      | 3        |
| SGP                       | 3        |
| CU                        | 3        |
| D66                       | 2        |
| TON                       | 2        |
| Gemeentebelangen Zuidplas | 2        |
| SP                        | 1        |